# Yos-Sudarso-Insel
Die Yos-Sudarso-Insel (Pulau Yos Sudarso) oder Kimaan ist eine ca. 180 km lange und 100 km breite indonesische Insel vor der Südwestküste Neuguineas.

## Geographie
Die Insel gehört zum Regierungsbezirk Merauke der Provinz Papua Selatan. Von Neuguinea wie auch von der südlich gelegenen, kleineren Insel Komoran ist die Yos-Sudarso-Insel nur durch die schmale Buaya-Straße (Selat Buaya, fr. Muli) getrennt, die sich von 1,7 km Breite im Süden auf 10 Kilometer im Norden verbreitet. Die flache Insel ist überwiegend von tropischer Vegetation bedeckt und von zahlreichen Wasserläufen durchzogen. An der Küste befinden sich einige der größten Mangrovenwälder der Erde.
Yos Sudarso hat eine Fläche von 11.460 km² und ca. 11.000 Einwohner, von denen etwa die Hälfte Sprecher einer der drei Kolopom-Sprachen sind. Zu den Dörfern der Insel gehören Sabon (im Innern der Insel) sowie die Küstenorte Tor und Kladar.
Hauptort der Insel ist Kimaam (Kimaan) an der Ostküste (an der Buaya-Straße). Dieser Name bezeichnete auch als alternativer Name die gesamte Insel.

## Namen
Die Insel ist heute nach einem Offizier der indonesischen Marine benannt. Während der niederländischen Kolonialzeit hieß die Insel Frederik-Hendrik-Insel, in Deutschland wurde sie indes Friedrich-Heinrich-Insel genannt. Weitere Namen sind Dolak und Kolepom.

## Karte

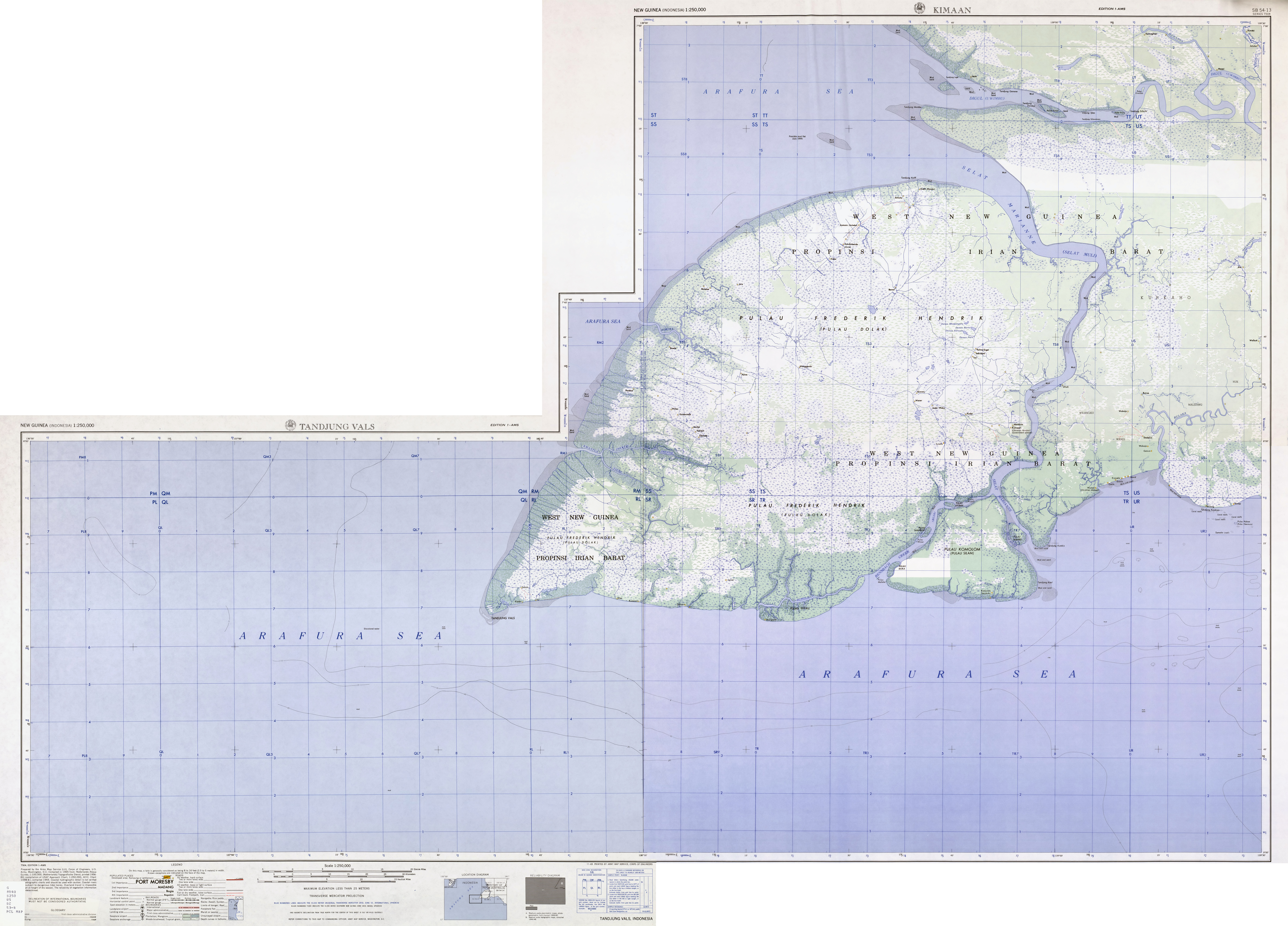
Yos Sudarso (Karte)